# Plantago lagocephala
Plantago lagocephala är en grobladsväxtart som beskrevs av Aleksandr Andrejevitj Bunge. Plantago lagocephala ingår i släktet kämpar, och familjen grobladsväxter. Inga underarter finns listade i Catalogue of Life.